# روبرتو کاوالی
روبرتو کاوالی (انگلیسی: Roberto Cavalli؛ ۱۵ نوامبر ۱۹۴۰ – ۱۲ آوریل ۲۰۲۴) کارآفرین و طراح مد اهل ایتالیا و مالک برندی به همین نام بود. این برند در زمینه تولید پوشاک و محصولات چرمی در سراسر جهان فعالیت می‌کند.

## طراحی مد
روبرتو کاوالی برند خود را در سال ۱۹۷۰ راه‌اندازی کرد. او در سال ۱۹۷۲ مغازه کوچکی خود به نام «لیمبو» را در شهر سنت تروپه فرانسه باز کرد و برای تبلیغ، ستاره‌هایی مانند بریژیت باردو، سوفیا لورن، کیم کارداشیان، و جنیفر لوپز لباس‌های او را پوشیدند.
شهرت او به خاطر نقش‌های پوست حیوانات بر روی چرم و پارچه بود. همچنین پوشاک سبک هیپی، شلوار جین، و طرح‌های تکه‌کاری او روی شلوارهای جین نیز محبوب بودند. او الهام‌بخش دیگر طراحان مد بود.

## درگذشت
کاوالی پس از یک دوره طولانی بیماری در ۱۲ آوریل ۲۰۲۴ در خانه خود در فلورانس درگذشت. در پی این خبر جورجو آرمانی به او ادای احترام کرد و گفت که «عشق توسکانی» جایش خالی خواهی بود.